# 존 힉
존 하우드 힉 (John Harwood Hick, 1922년 1월 20일 - 2012년 2월 9일)은 영국에서 태어난 종교 철학자이며 신학자이다. 대표적인 종교다원주의 학자이다. 미국에서도 강의를 했다. 철학적 신학 분야에 그는 신정론, 종말론, 기독론 영역에 공헌을 했고, 종교철학 분야에서는 종교 인식론과 종교다원주의 영역에 공헌을 했다.

## 철학자로서의 존 힉
로버트 스미드는 존 힉에 대해 '20세기에서 종교 철학분야에서 가장 중요한 인물 중 하나'로 칭송하였다.  존 힉은 그 당시 전통적 기독교의 가르침과는 판이하게 다른 종교다원주의를 옹호하였다.  그는 종교간의 대화에 적극적으로 참여하였으며 타종교에도 기독교와 유사한 점이 있음을 발견하였다.  그는 그로 인해 어떻게 사랑의 하나님이 비슷한 가르침을 따르는 비기독교인들을 영원한 지옥에 보낼 수 있는가에 대하여 의구심을 가졌다.  그 결과 신을 인정하는 종교를 따르는 자들에게도 구원이 임할 수 있다는 결론을 가져오게 되었다. 그의 견해에 반대의견을 가진 자로는 죠셉 라칭거(교황 베네딕토 16세) 가 있다.  

## 같이 보기
종교다원주의